# 吳昺
吳昺（？—？），字永年，號頵山，安徽滁州直隸州全椒縣人，清朝政治人物、經學家。

## 生平
康熙三十年（1691年）辛未科一甲第二名進士（榜眼），原置第一，康熙帝以北方久無狀元，將戴有祺擢為第一，吳昺降居榜眼。授翰林院編修。三十五年（1696年）任廣西鄉試正考官，四十四年（1705年）充《御選宋金元明四朝詩》纂選官，四十五年（1706年）任會試同考官，升翰林院侍講，任湖廣學政。學術專精於《三禮》，著有《卓望山房集》、《玉堂應奉集》、《寶稼堂集》等。2007年在全椒發現吳昺親書的《藥王廟碑記》石碑。

## 家族
- 曾祖：吳謙
- 祖父：吳沛，祀鄉賢祠。
- 伯父：吳國鼎，崇禎十六年進士，任中書舍人。
- 伯父：吳國對，順治十五年進士，任順天學政。
- 父：吳國龍，崇禎十六年進士，康熙年間官至禮科掌印給事中。
- 兄：吳晟，康熙十五年進士，任寧化縣知縣。
- 從孫：吳敬梓，吳國對曾孫。